# Adachi to Shimamura
Adachi to Shimamura (安達としまむら, Adachi to Shimamura, litt. Adachi et Shimamura) est une série de light novel yuri japonais écrits par Hiromi Takashima (ja) et illustrés par Nozomi Ōsaka (en). La série est prépubliée à partir d'octobre 2012 dans le Dengeki Bunko Magazine d'ASCII Media Works puis publiée sous le label Dengeki Bunko. La série est adaptée en deux séries de mangas et en anime diffusé en 2020.

## Synopsis
En pleine journée scolaire, Shimamura décide de sécher l'école. Se rendant à l'étage du gymnase à la recherche d'un peu de tranquillité, elle rencontre une jeune fille du nom d'Adachi, également venue faire l'école buissonnière. Très vite, les deux camarades deviennent amies, les conduisant à se rendre fréquemment à cet endroit pour disputer des parties de tennis de table improvisées. Mais au fur et à mesure que le temps passé ensemble augmente, dans le gymnase ou ailleurs, Adachi n'est plus certaine que ce qu'elle éprouve pour Shimamura ne soit que de la simple amitié.

## Personnages
Sakura Adachi (安達 桜, Adachi Sakura)
Voix japonaise : Akari Kitō (en)
Une élève en première année de lycée qui sèche souvent les cours. Belle fille à la silhouette élancée et aux cheveux noirs, elle travaille à temps partiel dans un restaurant chinois. Elle rencontre Shimamura, qui saute également des cours, au deuxième étage du gymnase. Ses sentiments envers Shimamura changent à mesure qu'elle interagit avec elle. Elle n'est pas douée pour socialiser ou s'entendre avec ses parents. En raison de sa timidité, elle n'ose pas avouer clairement ses sentiments à Shimamura.
Hougetsu Shimamura (島村 抱月, Shimamura Hougetsu)
Voix japonaise : Miku Itō
Une lycéenne de première année qui manque souvent l'école, mais pas autant qu'Adachi. Ses cheveux sont teints en blond mais leur couleur naturelle est marron clair et elle est de personnalité innocente. Même si elle pense que la socialisation est gênante, elle a un talent pour prendre soin des autres. Elle vit avec sa mère et sa jeune sœur.
Akira Hino (日野 晶, Hino Akira)
Voix japonaise : Manami Numakura (en)
La plus jeune fille d'une famille riche avec quatre frères aînés ; une fille frivole, de petite taille et aux cheveux noirs. Elle n'est pas habituée à l'atmosphère raffinée de chez elle et préfère souvent aller dormir chez Nagafuji, son amie d'enfance, avec qui elle a une relation très forte. Elle est devenue amie avec Shimamura au lycée.
Taeko Nagafuji (永藤 妙子, Nagafuji Taeko)
Voix japonaise : Reina Ueda
Une lycéenne aussi grande que Shimamura avec une forte poitrine et portant des lunettes. Pour son malheur, elle attire ainsi naturellement l'attention des garçons. Elle est un peu insouciante et se fait taquiner par Hino. Elle est une amie proche d'Hino depuis la maternelle.
Yashiro Chikama (ちかま やしろ, Chikama Yashiro)
Voix japonaise : Iori Saeki (en)
Une extraterrestre autoproclamée du futur qui vient sur Terre chercher son compatriote perdu depuis l'espace. Ses cheveux cyans produisent de petites particules mystérieuses autour d'eux. Elle ressemble à une fille d'école primaire, mais prétend avoir environ 670 ans. Elle aime Shimamura et joue souvent avec la sœur cadette de celle-ci. Elle erre généralement à travers la ville.
Tarumi (樽見, Tarumi)
Voix japonaise : Ai Kayano
La meilleure amie de Shimamura à l'école primaire. Elle se donnaient alors pour surnoms "Shima-chan" et "Taru-chan", mais se sont éloignées à leur entrée au lycée. Les deux se retrouvent à l'hiver de leur première année de lycée dans l'espoir de renouer avec leur amitié, mais constateront qu'elles ne sont plus les mêmes. Tarumi a une réputation de délinquante car elle a souvent manqué l'école et erré lors de ses années de collège.

## Production et Supports

### Light novel
La série originale est écrite par Hiromi Takashima (ja), illustrée par Nozomi Ōsaka (en) et prépubliée à partir d'octobre 2012 dans le Dengeki Bunko Magazine d'ASCII Media Works. La série est ensuite publiée en volumes reliés sous le label Dengeki Bunko à partir du 10 mars 2013.

#### Liste des volumes
| no   | Japonais          | Japonais          |
| no   | Date de sortie    | ISBN              |
| ---- | ----------------- | ----------------- |
| 1    | 10 mars 2013      | 978-4-04-891421-5 |
| 2    | 10 septembre 2013 | 978-4-04-891960-9 |
| 3    | 9 août 2014       | 978-4-04-866777-7 |
| 4    | 9 mai 2015        | 978-4-04-865115-8 |
| 5    | 10 novembre 2015  | 978-4-04-865505-7 |
| 6    | 10 mai 2016       | 978-4-04-865946-8 |
| 7    | 10 novembre 2016  | 978-4-04-892517-4 |
| 8    | 10 mai 2019       | 978-4-04-912383-8 |
| 9    | 10 octobre 2020   | 978-4-04-913128-4 |
| 10   | 10 septembre 2021 | 978-4-04-913998-3 |
| 11   | 9 décembre 2022   | 978-4-04-914689-9 |
| SS   | 10 novembre 2023  | 978-4-04-915346-0 |
| 99.9 | 10 novembre 2023  | 978-4-04-915347-7 |
| 12   | 8 novembre 2024   | 978-4-04-915981-3 |
| SS2  | 8 novembre 2024   | 978-4-04-915982-0 |

### Mangas

#### Série de 2016
Une adaptation de la série en mangas est prépubliée en ligne via le site Gangan Online de Square Enix entre le 4 avril 2016 et le 22 décembre 2017, puis publiée en 3 tankōbons.
| no | Japonais         | Japonais          |
| no | Date de sortie   | ISBN              |
| -- | ---------------- | ----------------- |
| 1  | 22 décembre 2016 | 978-4-7575-5188-6 |
| 2  | 9 juin 2017      | 978-4-7575-5346-0 |
| 3  | 22 décembre 2017 | 978-4-7575-5523-5 |

#### Série de 2019
Une seconde adaptation de la série en manga, illustrée par Moke Yuzuhara, est prépubliée dans le Monthly Comic Dengeki Daioh d'ASCII Media Works à partir du 25 mai 2019.
| no | Japonais         | Japonais          |
| no | Date de sortie   | ISBN              |
| -- | ---------------- | ----------------- |
| 1  | 27 novembre 2019 | 978-4-04-912870-3 |
| 2  | 10 octobre 2020  | 978-4-04-913482-7 |
| 3  | 27 mai 2021      | 978-4-04-913811-5 |
| 4  | 22 février 2022  | 978-4-04-914265-5 |
| 5  | 27 juin 2023     | 978-4-04-915103-9 |
| 6  | 26 juillet 2024  | 978-4-04-915842-7 |
| 7  | 27 juin 2025     | 978-4-04-916450-3 |

### Anime
Une adaptation en série anime est annoncée le 6 mai 2019. Elle est diffusée sur la chaîne TBS en 2020. En France, elle est diffusée par Wakanim du 8 octobre au 24 décembre 2020.

#### Liste des épisodes
| No | Titre français                                          | Titre japonais                        | Titre japonais                               | Date de 1re diffusion |
| No | Titre français                                          | Kanji                                 | Rōmaji                                       | Date de 1re diffusion |
| -- | ------------------------------------------------------- | ------------------------------------- | -------------------------------------------- | --------------------- |
| 1  | Ping-pong en uniforme                                   | 制服ピンポン                          | Seifuku Pinpon                               | 8 octobre 2020        |
| 2  | Adachi s'interroge                                      | 安達クエスチョン                      | Adachi Kuesuchon                             | 15 octobre 2020       |
| 3  | Le triangle isocèle                                     | 二等辺トライアングル                  | Nitōhen Toraianguru                          | 22 octobre 2020       |
| 4  | Lycéennes en week-end                                   | 女子高生ホリディ                      | Joshikōsei Horidi                            | 29 octobre 2020       |
| 5  | Les questions d'Adachi                                  | アダチズQ                             | Adachizu Q                                   | 5 novembre 2020       |
| 6  | White Album                                             | ホワイト・アルバム                    | Howaito Arubamu                              | 12 novembre 2020      |
| 7  | Choisis-moi des chocolats appropriés                    | 私に相応しいチョコを決めてください    | Watashi ni Fusawashii Choko o Kimete Kudasai | 19 novembre 2020      |
| 8  | Les épines du passé - Old Rose                          | 過去を紡ぐ茨 オールドローズ           | Kako o Tsumugu Ibara Ōrudo Rōzu              | 26 novembre 2020      |
| 9  | Et l'amour embrassa la Sainte Vierge - Marygold         | そして聖母を抱擁する愛 マリーゴールド | Soshite Seibo o Hōyō Suru Ai Marīgōrudo      | 3 décembre 2020       |
| 10 | Les cerisiers et le printemps - Le printemps et la Lune | 桜と春と 春と月と                     | Sakura to Haru to Haru to Tsuki to           | 10 décembre 2020      |
| 11 | La Lune et le choix - Le choix et l'amitié              | 月と決意と 決意と友と                 | Tsuki to Ketsui to Ketsui to Tomo to         | 17 décembre 2020      |
| 12 | L'amitié et l'amour - L'amour et les cerisiers          | 友と愛と 愛と桜と                     | Tomo to Ai to Ai to Sakura to                | 24 décembre 2020      |

### Œuvres

#### Light novel
1. ↑  (ja) « 安達としまむら », sur Dengeki Bunko Magazine (consulté le 1er juin 2019).
2. ↑  (ja) « 安達としまむら2 », sur Dengeki Bunko Magazine (consulté le 1er juin 2019).
3. ↑  (ja) « 安達としまむら3 », sur Dengeki Bunko Magazine (consulté le 1er juin 2019).
4. ↑  (ja) « 安達としまむら4 », sur Dengeki Bunko Magazine (consulté le 1er juin 2019).
5. ↑  (ja) « 安達としまむら5 », sur Dengeki Bunko Magazine (consulté le 1er juin 2019).
6. ↑  (ja) « 安達としまむら6 », sur Dengeki Bunko Magazine (consulté le 1er juin 2019).
7. ↑  (ja) « 安達としまむら7 », sur Dengeki Bunko Magazine (consulté le 1er juin 2019).
8. ↑  (ja) « 安達としまむら8 », sur Dengeki Bunko Magazine (consulté le 1er juin 2019).
9. ↑  (ja) « 安達としまむら9 », sur Dengeki Bunko Magazine (consulté le 27 mars 2021).
10. ↑  (ja) « 安達としまむら 10 », sur Dengeki Bunko Magazine (consulté le 6 avril 2022).
11. ↑  (ja) « 安達としまむら 11 », sur Dengeki Bunko Magazine (consulté le 6 mai 2023).
12. ↑  (ja) « 安達としまむら SS », sur Dengeki Bunko Magazine (consulté le 5 février 2025).
13. ↑  (ja) « 安達としまむら 99.9 », sur Dengeki Bunko Magazine (consulté le 5 février 2025).
14. ↑  (ja) « 安達としまむら 12 », sur Dengeki Bunko Magazine (consulté le 5 février 2025).
15. ↑  (ja) « 安達としまむら SS2 », sur Dengeki Bunko Magazine (consulté le 5 février 2025).

#### Manga (série de 2016)
1. ↑  (ja) « 安達としまむら 1 », sur Square Enix (consulté le 1er juin 2019).
2. ↑  (ja) « 安達としまむら 2 », sur Square Enix (consulté le 1er juin 2019).
3. ↑  (ja) « 安達としまむら 3 », sur Square Enix (consulté le 1er juin 2019).

#### Manga (série de 2019)
1. ↑  (ja) « 安達としまむら（１） », sur Kadokawa (consulté le 6 avril 2022).
2. ↑  (ja) « 安達としまむら（２） », sur Kadokawa (consulté le 6 avril 2022).
3. ↑  (ja) « 安達としまむら（3） », sur Kadokawa (consulté le 6 avril 2022).
4. ↑  (ja) « 安達としまむら（４） », sur Kadokawa (consulté le 6 avril 2022).
5. ↑  (ja) « 安達としまむら（5） », sur Kadokawa (consulté le 5 février 2025).
6. ↑  (ja) « 安達としまむら（6） », sur Kadokawa (consulté le 5 février 2025).
7. ↑  (ja) « 安達としまむら（7） », sur Kadokawa (consulté le 17 mai 2025).